# ادوارد آلبر
ادوارد آلبر (انگلیسی: Edward Albert؛ ۲۰ فوریهٔ ۱۹۵۱ – ۲۲ سپتامبر ۲۰۰۶) یک هنرپیشه اهل ایالات متحده آمریکا بود. وی بین سال‌های ۱۹۶۵ تا ۲۰۰۶ میلادی فعالیت می‌کرد.
از فیلم‌های او می‌توان به محافظت از تس اشاره نمود.